# IPad
iPad er en håndholdt computer, en såkaldt tablet-computer, udviklet og designet af Apple Inc. Den første udgave af denne computer blev annonceret d. 27. januar 2010. Selve iPad'en blev frigivet sidst i marts måned, og den lidt dyrere model med 3G modul blev frigivet en måneds tid senere. Ideen bag dette produkt er ifølge Apple, at den skal udfylde det hul, der eksisterer mellem bærbare computere og de moderne smartphones.
iPad blev i løbet af 80 dage solgt i over 3 millioner eksemplarer. Og har opnået en markedsandel på de såkaldte tablets på 95% iflg. en report fra Strategy Analytics i det andet kvartal af 2010.
iPad er således designet til at kunne gå på internettet via WiFi eller 3G, håndtere e-mails, holde styr på kontakter, audio, video, film, musik og spil og andre lignende ting, som man kender fra både computere og mobiltelefoner. Alt dette kontrolleres ved hjælp af multi-touch-teknologi (kendt fra bl.a. iPhone), og iPod touch samt et virtuelt keyboard. iPad bruger det samme styresystem iOS som iPod Touch og iPhone.
Man kan køre applikationer kendt fra App Store, som man også kan køre på iPhone og iPod Touch. Udover de applikationer der oprindeligt var tiltænkt iPhone og iPod Touch er det også muligt at udvikle applikationer specielt til iPad'en. Det gøres via Apples officielle iPhone 4.0 SDK.
iPad indeholder et accelerometer med 3 aksler – som styrer iPad's orientering horisontalt og vertikalt. Placering i landskabet udregnes via WI-FI netværktrateration – dvs. at den regner ud hvor den befinder sig ud fra de signaler de trådløse netværk udsender.
Flere af de store spilfirmaer har annonceret at de vil udvikle spil specielt til iPad-platformen.

## iPad Pro
Ny stor iPad Pro med 12,7" skærm.
Større skærm end iPad Air 2, som har en 9,7" skærm.
Har en ny kraftig A9X CPU med kraftig grafik processor.
Lanceret den 13. november 2015 i USA og mange andre lande, også i Danmark.

## iPad Air 2 (6. generation)
iPad Air 2 blev lanceret af Apple 16. oktober 2014, og modtog en ny hurtigere A8X processor, bedre 8MP kamera bag, den nye iOS 8.1-version, og en tynd ydre med en tykkelse på 6,1 mm. Dens forgænger iPad Air vil fortsat være tilgænglig, men til en nedsat pris. 